# Év Homlokzata pályázat
Építészek és kivitelezők számára 2003 óta írják ki az Év Homlokzata pályázatot, melynek célja, hogy új és felújított épületek esetében értékelje a mai magyar építészet értékteremtő házait, a homlokzatok kialakítását, illetve elismerje azokat az építészeket és kivitelezőket, akik ezeket létrehozták. A díj alapítója és főtámogatója a Baumit Kft.
Az építészeknek és kivitelezőknek kiírt nyílt pályázatot 2003 óta hirdetik meg 1-3 évente. 2009-től öt kategóriában lehet nevezni: családi ház, társasház, középület, energetikai felújítás és műemlék. A kategóriánkénti díj 1-1 millió forint. A kategória díjazottakon kívül a pályázat zsűrije különdíjjal is elismeri a kiemelkedő pályázatokat, illetve az alapító is – ügyvezetői különdíj keretében – egymillió forintos összértékben jutalmaz 1-3 pályázatot. 2016-tól a pályázat közönségdíjat is hirdet online felületén.
Az Év Homlokzata pályázat független zsűrijének tagjai között megtalálható építész, homlokzatszín szakértő egyetemi tanár, szakújságíró, szakmai szervezet és építőanyagipari cég képviselője egyaránt.

## Díjazottak

### 2003
- Családi ház, Szombathely – Bárdics Balázs építész
- Családi ház, Debrecen – Erdei Imre építész
- Családi ház, Tamási – Gulyás Róbert építész
- Családi ház, Hegykő – Dr. Jakab Zsolt
- Családi ház, Pécs – Viczencz Ottó építész
- Társasház, Budapest XIV. Tatai út – Takács Viktor építész
- Társasház, Budapest III. Kiscelli út – Grabarics Építőipari Kft. kivitelező
- Templomfelújítás, Hajdúság – Nagy Sándor kivitelező
- Villa felújítása, Budapest XII. – Vékony Péter építész
- Városháza felújítása, Nagykőrös – Szögi Műterem Bt.
- Rendőrkapitányság felújítása, Tamási – Épterv Bt.

### 2004-2005
- Társasház, Budapest II. Kapás utca – Hajnal Építész Iroda Kft. építész
- Családi házak Győrzámoly és Dunaszeg – Benes Gábor építész, Archi-Ben Bau Kft. kivitelező
- Családi ház, Győr – Németh Géza építész, Bodnár József kivitelező
- Társasház, Győr – Petrovicz Attila építész, Boros-Házépítő Kft. kivitelező
- Vadászház, Somogy megye – Vasass András építész, Stehle-Bau Bt. kivitelező
- Rákóczi-tömb, önkormányzati bérlakások, Budapest XXI. – Csernyánszky Gábor építész, Hérosz Építőipari Rt. kivitelező
- Társasház, Szombathely – Gáspár Péter építész, Bereczki Kft. kivitelező
- Római katolikus templom felújítása, Répcevisi – Schmilliár Dóra építész, Bauwerk-N Kft. kivitelező
- Zsinagóga felújítása, Győr – dr. Szőcs Sándor és Cserhalmi Győző építészek, Reneszánsz Kőfaragó Rt. kivitelező
- Édeskuty-villa felújítása, Budapest VI., Andrássy út – Urbanek Szilvia és Széll László építészek, Emlékmű 2000 Műemlékfelújító Kft. kivitelező
- Evangélikus templom felújítása, Mezőberény – Paksi Csaba építész, Átrimex Kft. kivitelező
- Malonyai-kastély felújítása, Halásztelek – Pintér Tamás és Deák Zoltán építészek, Inter-Art 2000 Kft. kivitelező

### 2007
- Családi ház, Pécs – Karlovecz Zoltán építész, Bacher Norbert a pályázó kivitelező
- Társasház, Budapest VIII. Futó utca – Hajnal Építész Iroda építész
- Evangélikus templom felújítása, Gyula – Ábelovszky László építész, Átrimex Kft. kivitelező
- Panelfelújítás, Budapest XIII. Gidófalvy utca – Hercsel Kft., Bölkei Sándor (fővállalkozó: Sziti End Kft.) kivitelező

### 2009
- Családi ház, Alsóörs – Bernd Steinhuber, Miltényi-Miltenberger Miklós építészek, Folláth Csaba a pályázó kivitelező
- Társasház, Budapest II. – Hild György építész, Sas Építési Kft. a pályázó kivitelező
- Tarczy Lajos Általános Iskola felújítása, Pápa ─ Gáncs Attila Tibor építész, Vemév-Szer Kft. a pályázó kivitelező
- Panelfelújítás, Budapest XIII. – Sziti-End Kft. kivitelező
- Bocskai téri református templom, Hajdúböszörmény – Nova-Bau 89 Kft. kivitelező

### 2011
- Családi ház, Budapest II. – Vonnák és Társai Építész Stúdió, a pályázó építész, Vakolász Kft. Csizmadia Tamás kivitelező
- Társasház felújítása, Budapest VI., Andrássy út – Fehérváry Rudolf építész, Bau-Kerepes Kft, a pályázó kivitelező
- Társasház, Budapest XVI., Tordai utca – Zsuffa és Kalmár Kft. a pályázó építész, Borsos Levente kivitelező
- Bölcsőde, Makó, Búza utca – Makovecz Imre, Makona Építész és Vállalkozó Kft. építész, Bodrogi Bau Kft., a pályázó kivitelező
- Panelfelújítás, Kaposvár, Toldi utca – Renova Építőipari Kft., a pályázó kivitelező
- Havas Boldogasszony plébániatemplom, Zebegény – Csóka Árpád, a pályázó építész, Hód Kft. kivitelező
- Vörösiszap-katasztrófa utáni újjáépítés (Kolontár-Devecser) – Kós Károly Egyesülés építész, Veszprémber Zrt. kivitelező

### 2014
- Családi ház, Szentendre – Borbás Péter, a pályázó építész
- Társasház, Tokaji Kávépörkölő Manufaktúra és Kávéház, Tokaj – Füzes András, a pályázó építész és Salamin Ferenc építész, Kárándi Imre kivitelező
- Tornyai János Múzeum és Művelődési Központ, Hódmezővásárhely – Tér és Forma Építész Iroda, Vesmás Péter építész, Kerámiaház Kft. a pályázó kivitelező
- Panelfelújítás, Budapest XV. Kőrakás park – Talabos Attila, Kométa Szervíz Kft. a pályázó kivitelező
- Eiffel Palace homlokzati rekonstrukciója, Budapest V. Bajcsy-Zsilinszky út  – Baliga Kornél homlokzati rekonstrukció tervező, ALAKart Kft., a pályázó homlokzati rekonstrukció kivitelezője
- Budapesti Műszaki és Gazdaságtudományi Egyetem Szent Gellért téri épülethomlokzat felújítása – Fővárosi Építő Zrt., Halász Attila a pályázó homlokzati rekonstrukció tervező
- Családi ház, Budapest XI. – Imre Krisztián a pályázó építész
- Panelfelújítás, Budapest III. – Valkür 1960 Building Kft., a pályázó kivitelező

### 2016
- Családi ház, Mór – Dankó Kristóf, a pályázó építész
- Társasház, Budapest II. – Benczúr - Weichinger Studio Kft., a pályázó építész
- Közép-Európai Egyetem (CEU), Belvárosi Campus, Budapest V. – Teampannon Kft. és az O'Donnell + Tuomey Ltd., a pályázó építészek, Market Építő Zrt. kivitelező
- Budapesti Gazdaságtudományi Egyetem Pénzügyi és Számviteli Kara kollégiumi épület, Budapest XIV. – And-an Terv Építész Iroda, a pályázó építész
- Oktatáskutató és Fejlesztő Intézet (Tündérpalota), Budapest VIII. – Műép Építőmérnöki Kft. építész és Rózsaép Kereskedelmi és Szolgáltató Kft. kivitelező közös pályázata
- Családi ház, Nádasd – Pfliegler Attila és Horváth Róbert építészek, Vasi Opusz Kft., a pályázó kivitelező
- Lábatlani Református Templom, Lábatlan – Árkádok Kft. a pályázó kivitelező
- Családi ház, Balatonszárszó – Plusz Építő Kft., a pályázó kivitelező
- Food Base irodaház és üzem, Gödöllő – Reload Építészstúdió Kft., a pályázó építész

### 2018
- Családi ház, Dömös – Dankó Kristóf építész és DKD Kft., Dankó Dénes kivitelező közös pályázata
- Parti sétány penthouse társasház, Szeged, Árbóc utca – Török Csongor építész, Plusz Építő Kft. a pályázó kivitelező
- Ópusztaszeri Nemzeti Történeti Emlékpark, Gyógynövényház, Ópusztaszer – Tér és Forma Építész Iroda építész, Bezsó Bau Kft. a pályázó homlokzati kivitelező
- Zalaegerszegi Cseperedő Bölcsőde és Petőfi Utcai Tagóvoda, Zalaegerszeg – Zala Art Építész Iroda Kft., Czigány Kató építész, Szabau Invest Kft. a pályázó kivitelező
- Műemlék Magtár, Budajenő – Csóka Balázs, a pályázó építész, Maros 35 Bt. kivitelező
- Családi ház, Budapest XVII. – Cseh Eszter építész, Casa Nostra Bau Kft. a pályázó kivitelező
- Apor Vilmos Katolikus Főiskola budapesti Campusa, Budapest XXIII. – Jahoda és Páricsy Építésziroda Kft., a pályázó építész, Ferroép Kft. kivitelező
- Boldogfai Farkas család kápolnája és temetkezési helye, Bagod – Végh és Tuboly Kft. a pályázó kivitelező

### 2021
- Családi ház, Várda – Füzes András, a pályázó építész
- Erkel Residences, Budapest IX.  – GEOS Group Hungary a pályázó kivitelező, Sporaarchitects Kft. Dékány Tibor és Hatvani Ádám építészek
- Szivárvány utcai buszpályaudvar, Budaörs – Intramuros Építész Kft. – Kurucz Olívia és Dobos Botond Zsolt a pályázó építészek, Várépker Kft. kivitelező
- Panelépület felújítása, Budapest XIX. kerület – Alpin Szig és Szerkezet Kft. a pályázó kivitelező, Belányi Zsolt építész
- Irányi Palota, Budapest V. kerület – Pyxis Nautica Építésziroda Kft. – Péntek Ágnes, Kis Ferenc, Monori László, Tóth Dávid, Tótszabó Tamás és Valastyán Igor a pályázó építészek, EB Hungary Invest Kft. kivitelező
- Családi ház, Sopron – Golden Pantheon Kft. a pályázó kivitelező, Lieb Roland Ferenc építész
- Pesti Ház Átrium 3, Budapest – T-Trans Főép Kft. a pályázó kivitelező, SYMBISTER Tervező és Szolgáltató Bt. építész
- Mézeskalács Bölcsőde, Szabadszállás – Generál Centrál Kft., kivitelező és Katkics Építész Stúdió Kft. – Katkics Tamás építész közös pályázata

### 2023
- Ötház, Vác – Élményotthon Ingatlancsoport Ingatlanfejlesztő Kft. – Eckhardt Tibor és Tóth Zoltán a pályázó építész és kivitelező
- Mester utcai társasház, Budapest IX. kerület –Intramuros Építész Kft., Dobos Botond Zsolt DLA a pályázó építész, Best Centrum Kft. kivitelező
- Áprily Lajos Általános Iskola, Visegrád — A+ Építész Stúdió Kft. a pályázó építész, Kipszer FT Zrt. kivitelező
- Garzonházak, Budapest XVII. kerület – Best Solution Konstrukt Kft. a pályázó kivitelező
- Kiskastély, Martonvásár – SHS-Építő Tervező és Kivitelező Kft. a pályázó kivitelező, 3H Mérnöki Iroda Kft. építész
- Családi ház, Paks – Földvár Terv Kft. a pályázó kivitelező, Pentele Terv Kft. építész
- Máriaremetei családi ház, Budapest II. kerület – Zsuffa és Kalmár Építész Műterem Kft. a pályázó építész, Sementis Kft. kivitelező

### Kapcsolódó videók
- Év Homlokzata díjazott épületei 2011.
- Év Homlokzata díjazott épületei 2014.
- Év Homlokzata díjazott épületei 2016.
- Év Homlokzata díjazott épületei 2018.
- Év Homlokzata díjazott épületei 2021.
- Év Homlokzata díjazott épületei 2023.

### Kapcsolódó honlapok
- A pályázat saját honlapja (1) http://evhomlokzata.hu/
- A díj alapítójának honlapja (2) www.baumit.hu